# Dumitrașcu Cantacuzino
Dumitrașcu Cantacuzino regierte in der zweiten Hälfte des 17. Jahrhunderts dreimal das Fürstentum Moldau. 
Als Spross der bekannten Phanariotendynastie Cantacuzino gelangte Dumitrașcu erstmals im November 1673 auf den Thron in Iași. „Grecul“ („der Grieche“), wie er genannt wurde, hetzte den walachischen Fürsten Grigore I. Ghica gegen seinen eigenen Onkel Constantin Cantacuzino auf (der absurderweise einer seiner größten Förderer war). Gegen Jahresende 1673 schlugen die Tataren ihr Winterlager in der Moldau auf, was zu Plünderungen gigantischen Ausmaßes führte. 
In die zweiten Regierungszeit Cantacuzinos vom Februar 1674 bis zum November 1675 fiel eine schreckliche Hungersnot. Gemäß den moldauischen Chronisten Miron Costin und Grigore Ureche fielen Wölfe sogar in die Städte ein, wo sie die in den Häusern aufgefundenen sterblichen Überreste von Verhungerten fraßen. Vom Februar 1684 bis zum Juni des darauffolgenden Jahres gelangte Cantacuzino ein drittes und letztes Mal an die Macht. Danach verschwand er nach Istanbul, wo er in größter Armut sein Ende fand.